# Bizzy Bone
Bizzy Bone är Bryon Anthony McCane II artistnamn, född 12 september 1976 i Columbus, Ohio, USA. Han är en rappare och medlem i gruppen Bone Thugs-N-Harmony. Han inledde sin solokarriär 1998 och släppte sitt första soloalbum Heaven'z Movie samma år.

## Karriär
Bryon Anthony McCane föddes i Columbus, Ohio. 1980 kidnappades Bryon och hans två systrar av sin styvfar, då deras mamma var på jobbet. De hölls tillfångatagna mer än två år, och återförenades med sin mamma efter att en granne känt igen ett foto av honom som visades i slutet av 1983 års sändning av TV-filmen Adam, som handlade om kidnappningen och mordet på Adam Walsh.
Han var medlem i rapgruppen B.O.N.E Enterprise. 1993 släppte de en undergroundskiva med titeln Faces of Death. Gruppen hade bestämt sig för att bli rapstjärnor, de ville lämna det tuffa livet i St. Clair, där de växte upp. 
De slog igenom bland annat med låtarna "Foe Tha Luv Of $" och "Thuggish Ruggish Bone" och senare när deras mentor Eric "Eazy-E" Wright dog i mars 1995 gjorde de en låt, dedikerad till alla sina nära och kära som hade dött, med titeln "Tha Crossroads".
Bizzy Bone var den första gruppmedlemmen som släppte ett soloalbum. Sedan dess har Bizzy Bone arbetat med en mängd olika soloprojekt och är nu tillbaka i studion med Bone Thugs-N-Harmony tillsammans med de fyra andra medlemmarna.

## Diskografi

### Album
- 1998: Heaven'z Movie
- 2001: The Gift
- 2004: Alpha And Omega
- 2004: The Beginning And The End
- 2005: Speaking In Tongues
- 2005: For The Fans
- 2006: Thug's Revenge
- 2006: The Story
- 2006: The Midwest Cowboy
- 2006: Evolution of Elevation
- 2007: Trials And Tribulations
- 2008: Ruthless
- 2008: A Song For You
- 2009: Back With The Thugz
- 2009: Back With The Thugz 2
- 2010: Crossroads 2010
- 2011: Mr. Ouija
- 2014: The Wonder Years (EP)

### Samarbeten
- 2005: Bone Brothers
- 2007: Bone Brothers 2
- 2008: Bone Brothers 3
- 2008: Still Creepin On Ah Come Up
- 2009: Thug Pound

### Samlingar
- 2007: The Best of Bizzy Bone

## Filmografi
- 2001 Jacked Up
- 2003 Cuttroat Alley
- 2006 The Roaches (tv-serie)